# Culicoides longipalpis
Culicoides longipalpis är en tvåvingeart som beskrevs av Mercedes Delfinado 1961. Culicoides longipalpis ingår i släktet Culicoides och familjen svidknott.
Artens utbredningsområde är Filippinerna. Inga underarter finns listade i Catalogue of Life.